# 海雲寺 (杉並区)
海雲寺（かいうんじ）は、東京都杉並区にある曹洞宗の寺院。

## 概要
1611年（慶長16年）、天徳寛隆によって開山した。肥後細川家の一族「谿谷院殿月山窓雲大童子」の供養のために江戸八丁堀（現・東京都中央区八丁堀）に創建された。1635年（寛永12年）に浅草八軒寺町（現・台東区寿）に移転した。
1705年（宝永2年）、高柳藩藩主の丹羽氏音が葬られて以降は、丹羽家（一色丹羽氏）の菩提寺となった。
1910年（明治43年）に現在地に移転した。

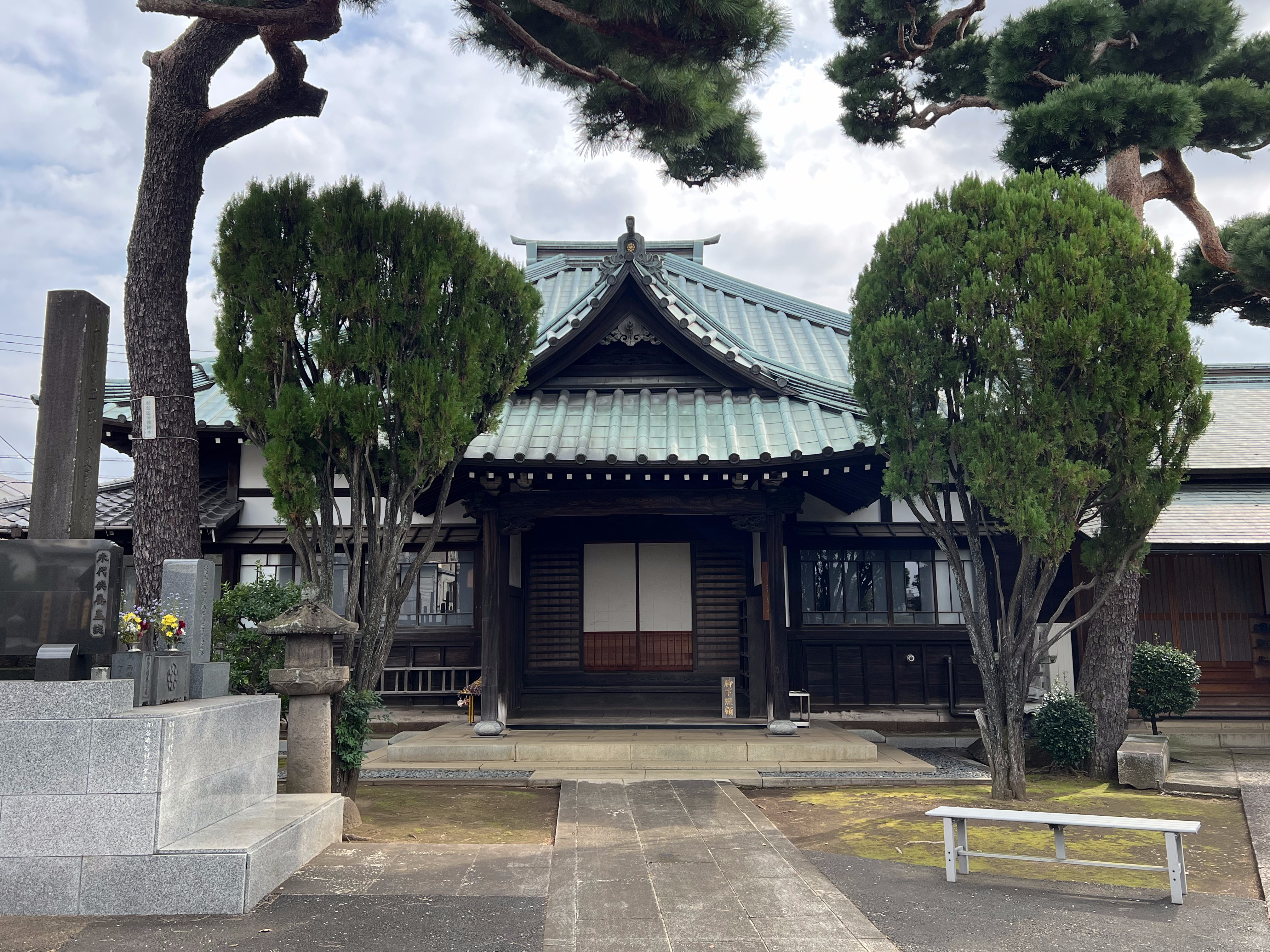
本堂

## 墓所
- 丹羽氏音（高柳藩藩主）
- 丹羽薫氏（高柳藩藩主、氏音の後継者）

## 交通アクセス
- 地下鉄丸ノ内線南阿佐ケ谷駅より徒歩6分。